# Compagnie du chemin de fer de Fampoux à Hazebrouck
La Compagnie du chemin de fer de Fampoux à Hazebrouck est une société anonyme créée en 1845 pour réaliser un projet de chemin de fer en France, qui échoua après seulement une année, faute de fonds suffisants. La ligne devait permettre de relier à terme Calais à Paris, au risque de faire de la concurrence aux lignes menant à Dunkerque et Boulogne-sur-Mer. La société est très vite dissoute, en plein krach de 1847, après avoir vu son action chuter à la Bourse de Paris puis est récupérée par la Compagnie des chemins de fer du Nord.

## Histoire

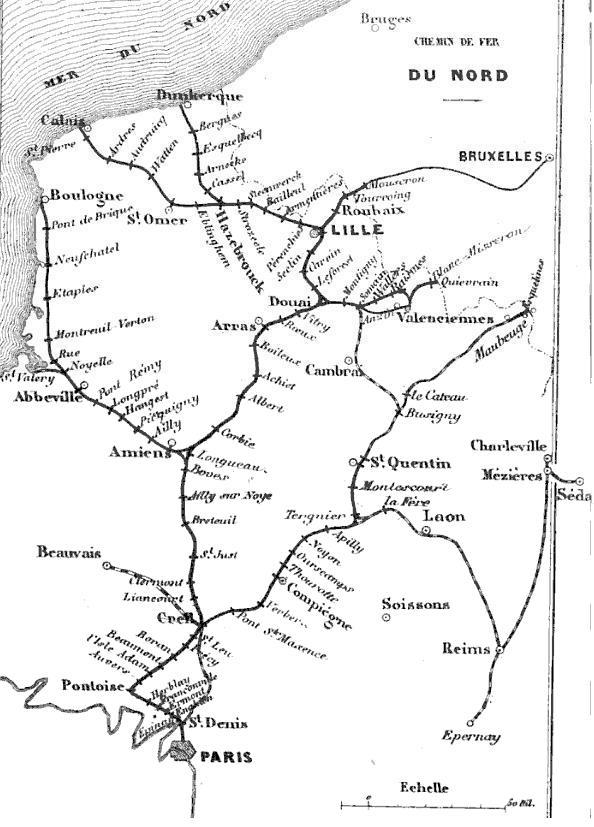
Le réseau ferré français vers 1853

Après avoir obtenu sa concession en vertu de la loi du 11 juin 1842 donnant le schéma général des futures voies de chemin de fer, en principe en étoile autour de Paris, la société, basée à Paris, est autorisée par une ordonnance royale du 22 septembre 1845. Elle a un capital de 16 millions de francs, en actions de 500 francs, versé par dixième après appel dans les journaux.
Dans une première phase, avant l'adjudication de la concession, la presse regrette que la Compagnie du chemin de fer de Fampoux à Hazebrouck n'ait pas été autorisée aussi vite que la Compagnie des chemins de fer du Nord, qui semble pouvoir l'emporter pour la liaison vers Lille, en raison de la solidité de son dossier financier. Finalement, les deux concessions seront accordées le même jour.

### Un projet exposé à la concurrence
Orienté vers Hazebrouck, en passant près de Lens et Béthune, le tracé devait s'embrancher à partir de Fampoux sur le « chemin de fer de Paris à la frontière de Belgique », passant par Lille, Arras et Douai, qui sera réalisé dès 1846.
L'embranchement de Fampoux à Hazebrouck, devait raccourcir de 50 à 60 kilomètres la distance de Paris à Calais, et permettre un développement de cette ville, ce qui a suscité des craintes de concurrence avec la Compagnie du chemin de fer d'Amiens à Boulogne, créée le 29 mai 1845 par Blount et Laffitte. Elle est aussi exposée à la rivalité de la Compagnie du chemin de fer de Creil à Saint-Quentin, créée le 24 avril 1846 par les mêmes actionnaires.
La Compagnie du chemin de fer de Fampoux à Hazebrouck avait obtenu le 9 septembre 1845 l’adjudication de la ligne, au cours de la même séance d’adjudication, que celle de la Compagnie des chemins de fer du Nord qui donne à la liaison avec la Belgique, en passant par Lille. Les actionnaires de cette dernière étaient candidats sur les deux dossiers.
Le groupe d'actionnaires, appelé aussi Compagnie O'Neill, réunit Félix O'Neill, marquis de Flers, Alphonse Laurent, Louis Riant, Gabriel Heim et Frédéric Chamier. Elle obtient la concession aux dépens de l'autre groupe postulant, qui regroupe les familles Rothschild, Hottinguer, Laffitte et Blount, regroupés dans la Compagnie des chemins de fer du Nord.

### Le retard boursier à la fin de 1845
Après avoir d'abord monté fortement à partir de septembre et jusqu'au 5 décembre 1845, le cours de l'action de la Compagnie des chemins de fer du Nord a varié de façon erratique dans les deux mois suivants, selon le bulletin de la Bourse de Paris. Celui de la Compagnie du chemin de fer de Fampoux à Hazebrouck n'a pas connu la même progression et même touché un plus bas à 470 francs, sous son cours d'émission, avec des variations d'une amplitude de plus de 10 % sur le mois.
| Compagnie                             | Émission   | 5 décembre 1845 | 9 janvier 1846 | Mars 1849  |
| ------------------------------------- | ---------- | --------------- | -------------- | ---------- |
| Chemin de fer de Fampoux à Hazebrouck | 500 francs | 480 francs      | 500 francs     | dissoute   |
| Chemins de fer du Nord                | 500 francs | 710 francs      | 757 francs     | 463 francs |

La médiocre performance boursière et la volatilité des cours ont eu des conséquences. Comme les actionnaires pouvaient apporter les capitaux de la souscription avec un temps de retard, progressivement, par dixièmes, ils se sont fait tirer l'oreille pour les verser. La société a été dissoute l'année suivante, le 14 novembre 1846, décision confirmée par un arrêté ministériel du 28 décembre 1847.
La première décision de dissolution précède de très de peu la fusion des concurrents : le 1er avril 1847, la Compagnie des chemins de fer du Nord absorbe la Compagnie du chemin de fer de Creil à Saint-Quentin. La seconde fusion, avec la Compagnie du chemin de fer d'Amiens à Boulogne attendra elle, le 19 février 1852.

### Les spéculations sur un aménagement des concessions
Entre-temps, à mesure que l'année 1846 voit prendre corps la perspective de la dissolution de la Compagnie du chemin de fer de Fampoux à Hazebrouck, un débat s'installe : les actionnaires se prennent à espérer que les compagnies de chemin de fer les plus exposées à la concurrence obtiendront du gouvernement des modifications, pour exclure les ramifications exigées dans leurs contrats de concessions, afin de limiter les craintes de la Bourse sur une trop forte concurrence interne à chaque réseau régional. Deux spéculations émergent :
- la suppression, au moins provisoire, de l'embranchement vers Grenoble pour la Compagnie du chemin de fer de Lyon à Avignon.
- la suppression, au moins provisoire, de l'embranchement vers Castres pour la Compagnie du chemin de fer de Bordeaux à Cette.

Ces aménagements, dans un esprit de pragmatisme, « faciliteraient l'exécution » des parcours votés par le parlement français lors du vote des concessions, souligne la presse de l'époque. Plusieurs compagnies, « devant le découragement de leurs souscripteurs, ont agité sérieusement la question d'abandonner leur cautionnement, plutôt que de commencer des travaux pour l'achèvement desquels les seconds versements ne se feraient pas », affirme alors la Revue des deux Mondes, qui cite « l'exemple des actionnaires » de la Compagnie du chemin de fer de Fampoux à Hazebrouck.

### La clause de non-concurrence et les repreneurs
Lorsque la Compagnie du chemin de fer de Fampoux à Hazebrouck est reprise avant 1848 par la Compagnie des chemins de fer du Nord, celle-ci fait appliquer la clause de départ prévoyant que toute ristourne sur les prix des voyages à destination de Calais doit aussi être appliquée pour les voyages vers Boulogne.